# Куреж
Куреж — село в Идринском районе Красноярского края, административный центр и единственный населённый пункт Курежского сельсовета.
Выделено в 1989 году из Большетелекского сельсовета.

## География
Находится примерно в 16 километрах по прямой на юг от районного центра села Идринское.

## Климат
Климат резко — континентальный с холодной зимой и жарким летом, суровый, с большими годовыми и суточными амплитудами температуры. Максимальная высота снежного покрова 46 см. Среднемесячная температура января −21,1 ºС, июля +18,4 ºС. Продолжительность безморозного периода составляет 100 дней. Средняя дата последнего заморозка — 29 мая, первого заморозка — 7 сентября. Вегетационный период (с температурами выше +5ºС) длится 157 дней. Годовая сумма осадков составляет 387 мм, причем большая её часть выпадает в теплый период года (81 % от годовой суммы).

## История
Село основано в XIX веке Хилько Леонтием Михайловичем .

## Население
Постоянное население составляло 435 человек в 2002 году (69 % русские), 333 в 2010.